# ديفيد ك. وايت
ديفيد ك. وايت (بالإنجليزية: David K. Wyatt)‏ هو مؤرخ أمريكي، ولد في 21 سبتمبر 1937 في فيتشبورغ في الولايات المتحدة، وتوفي في 14 نوفمبر 2006 في إثاكا في الولايات المتحدة بسبب نفاخ رئوي.